# Shanga Aziz
Shanga Aziz, född 7 juni 1998 i Erbil, Kurdistan, är en svensk opinionsbildare, social entreprenör och aktivist inom jämställdhet, idrott, kultur och internationella utbildningsfrågor. Han är medgrundare för den ideella organisationen Locker Room Talk.

## Biografi
Aziz kom till Sverige från Kurdistan när han var två år gammal och hamnade snart i Finspång. Där läste han samhällsvetenskapsprogrammet på Nya Bergska gymnasiet. 2016 blev Aziz medgrundare till Locker Room Talk tillsammans med Rogerio Silva som började som ett UF-företag och sedan övergick till att bli en prisad nationell ideell organisation.
Aziz har tidigare varit såväl ordförande för SSU i Finspång som internationell ledare för SSU Östergötland samt projektledare för SSU:s nationella burmaprojekt.

### Locker Room Talk
Aziz och Silva skulle starta ett UF-företag på gymnasiet, men ville bidra med något mer än “doftljus och mobilskal”. De övergick snabbt till att bli fler och Locker Room Talk gick ett steg längre för att skapa en ny manlighet där killar kan vara på flera olika sätt. 
Utifrån sina egna erfarenheter av fördomar och en kvinnoförnedrande syn inom svensk idrott startade Aziz och Silva ett program med sessioner för att lära nästa generations spelare om  jämställdhet, schyssta attityder och hur de tillsammans kan skapa en ny manlighet. 
Under ett halvår hann de prata med hundratals tränare och spelare i åldrarna 10-14 år i klubbar runt om i landet. Enligt deras samtal med tränare saknade många av dem verktyg för att prata om jämställdhet och attityder. Här skapade de ett program att för att lösa utmaningen. Ungefär 30 minuter innan träningen möter de spelarna i omklädningsrummet och ger dem utbildning i jämställdhet och schyssta attityder. En gång i veckan under åtta veckor, med varje lag.
Den 9 maj 2017 utsågs Locker Room Talk till årets främsta UF-företag i Sverige och tog även hem ett EM-silver i europamästerskapen.

### Andra engagemang
Aziz har vid flera tillfällen prisats för sitt ledarskap med bland annat Kompassrosen från Konungens Stiftelse Ungt Ledarskap, Framtidens Ledare av Tidningen Chef och Årets Operativa Elefant av Executive Boost och Grant Thornton Sweden.
2020 ingick Aziz som rådgivare i den svenska delegationen ledd av jämställdhetsminister Åsa Lindhagen (MP) till FN:s högkvarter i New York för Kvinnokommissionens möte den 9-20 mars.

## Utmärkelser
- Demokratistipendium (Finspångs kommun)[14]
- Årets Unga Ledare (Ung företagsamhet)[15]
- Alumni Leadership Award (JA Europe, AXA)[9]
- Årets UF-företag Sverige (Ung företagsamhet)[16]
- EM Silver i Ung Företagsamhet (JA Europe)[9]
- Change Leader (Reach for Change & Kinnevik Group)[17]
- Utsedd till Framtidens Ledare av Tidningen Chef.[11]
- Årets Unga Framtidslöfte av Personal & Chef samt Företagsuniversitetet.[18]
- Konungens Stiftelse Ungt ledarskap Kompassrosen.[10]
- Årets Operativa Elefant (Executive Boost, Grant Thornton Sweden)[12]